# Dixa nova
Dixa nova är en tvåvingeart som beskrevs av Walker 1848. Dixa nova ingår i släktet Dixa och familjen u-myggor. Inga underarter finns listade i Catalogue of Life.